# Coupe d'Europe de hockey sur gazon des clubs champions
Chaque année, les meilleurs clubs de hockey sur gazon d'Europe s'affrontent lors d'une compétition appelée l'EuroHockey Club Champions Cup ou la Coupe d'Europe de hockey sur gazon des clubs champions. Cette grande compétition réunit en fait quatre compétitions et seulement huit clubs par an ont la possibilité de remporter la coupe. Tous les pays désirant participer à la compétition sont répartis en quatre groupes en fonction des résultats obtenus à la dernière édition. Le premier groupe - ceux qui se battent pour la "Cup" - étant constitué des huit meilleurs et ainsi de suite. Chaque pays ne peut envoyer qu'un seul club - généralement le club sacré champion national - dans la compétition pour laquelle il est qualifié.
Pour l'édition 2006, les pays sont répartis ainsi :
EuroHockey Club Champions Cup palmarès
- Allemagne
- Angleterre
- Belgique
- Biélorussie
- Espagne
- Pays-Bas
- Pologne
- République tchèque

EuroHockey Club Champions Trophy palmarès
- Autriche
- Écosse
- France
- Gibraltar
- Irlande
- Suisse
- Russie
- Ukraine

EuroHockey Club Challenge voir palmarès
- Croatie
- Danemark
- Hongrie
- Italie
- Pays de Galles
- Portugal
- Serbie-et-Monténégro
- Slovénie

EuroHockey Club Challenge II palmarès
- Finlande
- Grèce
- Lituanie
- Malte
- Norvège
- Slovaquie

## Victoires
- 13..HC 's-Hertogenbosch.2013
- 12..AH&BC Amsterdam
- 7..HC Kampong
- 2..SV Kampong - .Rüsselsheimer Ruder-Klub 08
- 1.. Larensche Mixed Hockey Club (nl) - .Berliner HC&Harvestehuder THC&Rot-Weiss Köln